# Roxane Duran

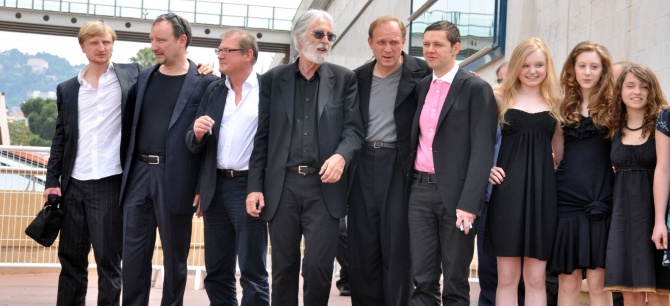
Regisseur und Darsteller des Films Das weiße Band – Eine deutsche Kindergeschichte, Duran 2. v.r. Cannes, 2009

Roxane Duran (* 27. Januar 1993 in Paris) ist eine österreichisch-französische Schauspielerin.

## Leben
Duran besuchte die Schauspielschulen Cours de Théâtre Irène de Crozefon und Cours Florent in Frankreich, ehe sie eine Rolle in dem Historiendrama Das weiße Band – Eine deutsche Kindergeschichte von Michael Haneke bekam. In diesem Film spielt sie die 14-jährige Arzttochter Anna, die von ihrem Vater sexuell missbraucht wird. Im Jahr 2011 spielte sie im Film Der Mönch von Dominik Moll, einer Adaption des gleichnamigen Buches von Matthew Lewis. Im Theaterstück Das Tagebuch der Anne Frank von Éric-Emmanuel Schmitt übernahm sie 2012 die Hauptrolle der Anne Frank.
Roxane Duran spricht außer ihren Muttersprachen Deutsch und Französisch auch fließend Englisch. Sie lebt in Paris.

## Filmografie

### Filme
- 2009: Das weiße Band – Eine deutsche Kindergeschichte
- 2011: Der Mönch (Le moine)
- 2011: 17 Mädchen (17 filles)
- 2012: Augustine
- 2013: Michael Kohlhaas
- 2013: Sonnwende
- 2013: Mary Queen of Scots
- 2014: Respire
- 2014: Verstehen Sie die Béliers? (La famille Bélier)
- 2015: Évolution
- 2016: Paula
- 2020: Narziss und Goldmund
- 2020: Lovers – Die Liebenden (Amants)
- 2021: The Cursed – Der Fluch der Bestie (The Cursed)
- 2021: Le chemin du bonheur
- 2022: Mrs. Harris und ein Kleid von Dior (Mrs. Harris Goes to Paris)
- 2024: Le Déluge. Der schwere Gang zur Guillotine (Le Déluge)

### Serien
- 2014: Die Zeugen (Les Témoins, Fernsehmehrteiler)
- 2016: Dengler – Am zwölften Tag (Fernsehmehrteiler)
- 2017–2019: Riviera (20 Episoden)
- 2018: Krieg der Träume (Miniserie)
- 2018: Deutsch-Les-Landes
- 2018: Parfum – Die dritte Substanz (Miniserie)
- 2022: Marie Antoinette
- 2023: Der Schatten
- 2023: Interview with a vampire
- 2024: Vienna Game
- 2025: Tatort: Zugzwang (Fernsehreihe)

### Kurzfilme
- 2011: Berlinoises (Kurzfilm) von Rocco Labbé
- 2012: Rabbit Hole (Kurzfilm) von Fabrizio Polpettini
- 2012: Portraits de maîtresses (Kurzfilm) von Rocco Labbé
- 2013: L’étranger (Kurzfilm) von Omid Zarei
- 2015: La nuit, tous les chats sont roses (Kurzfilm) von Guillaume Renusson
- 2015: Les photographes (Kurzfilm) von Aurélien Vernes Lermusiaux
- 2016: Birthday (Kurzfilm) von Alberto Viavattene
- 2017: The Ancient Child (Kurzfilm) von Fabrizio Polpettini
- 2018: TEMPUS FUGIT (Kurzfilm) von Lorenzo Reccio

## Theater
- 2012–2013: Tagebuch der Anne Frank (Le journal d’Anne Frank), Adaptation: Éric-Emmanuel Schmitt – Regie: Steve Suissa, Théâtre Rive Gauche und Tournee in Frankreich, Belgien, Schweiz – Rolle: Anne Frank
- 2014–2015: Les Cartes du Pouvoir, Adaptation des Theaterstückes Farragut North von Beau Willimon – Regie: Ladislas Chollat, Théâtre Hébertot und Tournee in Frankreich, Schweiz – Rolle: Molly
- 2019–2020: L’Heureux Stratagème de Pierre Carlet de Marivaux – Regie: Ladislas Chollat – Théâtre Edouard VII

## Auszeichnungen
- 2015: Nominierung für den Molière in der Kategorie Beste Nachwuchsdarstellerin für Les Cartes du pouvoir[3]